# Vacuna anticolérica
Las vacunas anticoléricas son vacunas que se usan para prevenir el cólera. Durante los primeros seis meses después de la vacunación proporcionan protección alrededor del  85%, que disminuye al 50% o al 62% durante el primer año. Después de dos años, el nivel de protección disminuye a menos de 50%  . Cuando una cantidad suficiente de la población está inmunizada, puede proteger a aquellos que no han sido inmunizados, lo que se conoce como inmunidad de rebaño.
La Organización Mundial de la Salud  recomienda el uso de vacunas contra el cólera en combinación con otras medidas entre las personas con alto riesgo. Con la vacuna oral, normalmente se recomiendan dos o tres dosis,  la duración de la protección es de dos años en adultos y de seis meses en niños de 2 a 5 años. Existe una vacuna de dosis única para las personas que viajan a una zona donde el cólera es común. En 2010, en algunos países estaba disponible una vacuna inyectable contra el cólera.
Los tipos de vacunas orales disponibles suelen ser seguras. Puede presentarse dolor abdominal leve o diarrea. Son seguros durante el embarazo y en aquellas personas con una función inmunológica deficiente. Están autorizadas para su uso en más de 60 países, en países donde la enfermedad es común, la vacuna parece ser rentable.
Las primeras vacunas utilizadas contra el cólera se desarrollaron a fines del siglo XIX., fueron las primeras vacunas ampliamente utilizadas que se fabricaron en un laboratorio. Las vacunas orales se introdujeron por primera vez en la década de 1990. Está en la Lista de Medicamentos Esenciales de la Organización Mundial de la Salud. En Europa está autorizado para niños mayores de dos años. El costo de inmunizarse contra el cólera oscila entre 0,10 y 4,00 dólares estadounidenses. En el Reino Unido, dos dosis le cuestan al NHS alrededor de 26 libras esterlina.